# Multisuturne sinostoze
Multisuturne sinostoze ili kompleksne sinostoze su oboljenja koja se karakterišu patološkom prevremenom fuzijom dve ili različitih kranijumskih sutura (šavova) usled čega dolazi do nastanka abnormalnog oblika lobanje. Mogu da se podele na nesindromske multisuturne kraniosinostoze i multisuturne kraniosinostoze koje se sreću u okviru kraniofacijalnih sindroma.

## Tipovi
| Tip multisuturne sinostoze                                        | Karakteristike |
| ----------------------------------------------------------------- | --- |
| Okultna progresivna multisuturna sinostoza                        | - veoma retka forma nesindromske kraniosinostoze - dete rađa sa neznatnim deformitetom kalvarije i sa otvorenim suturama - potom tokom rane faze razvoja dolazi do progresivne fuzije sutura i ograničenog rasta lobanje.Blount JP, Louis RG Jr, Tubbs RS, Grant JH. Pansynostosis: a review. - bolesnici su često sa hipoplazijom srednjeg masiva lica, hipertelorizmom, - može se otkriti i intrakranijalna hipertenzija sa promenama na očnom dnu kada hirurška ekspanzija kranijuma i remodelacija dovode do rezolucije simptoma, čak i u starijem dobu. |
| Pansinostoza (pankraniosinostoza)                                 | - nastaje kao posledica spajanja najmanje tri ili svih kranijalnih sutura. - sreće si i u sklopu pojedinih sindromskih kraniosinostoza - može se razvioti i u retkim poremećajima tipa cloverleaf deformiteta lobanje, posle teške kraniocerebralne traume, kod sinostoza metaboličkog porekla i kraniosinostoza koje nastaju posle implantacije šanta za derivaciju likvora. |
| Oksicefalija (turicefalija, akrocefalija, hipsicefalija)          | - varijanta je multisuturne sinostoze kod koje je glava abnormalne visine (turicefalična) ili konusnog oblika sa zašiljenim verteksom koji predstavlja mesto prednje fontanele. - patognomoničan je znak oksicefalije je osifikovana i ispupčena prednja (bregmatična) fontanela koja podseća na šešir klovna odnosno na glavu šećera, - paranazalni sinusi su slabo razvijeni, a orbite su plitke. - pretpostavlja se da oksicefalija nastaje kao rezultat progresije unisuturne sinostoze u kompleksnu odnosno nesindromske sinostoze u kraniofacijalni sindrom. |
| Cloverleaf deformitet lobanje (Kleeblattschädel, trifilocefalija) | - nastaje usled prematurne fuzije sagitalne i lambdoidne suture pri čemu dolazi do disproporcionalnog ispupčenja frontalne i parasagitalne regije put napred i lateralnog ispupčenja temporalnih regija koji dovode do trilobularnog izgleda lobanje, - javlja se izolovano ili u sklopu različitih kraniofacijalnih sindroma (Crouzon, Apert, Pfeiffer, Carpenter), - klinička prezentacija: strogo individualna sa jedinstvenim kljunastim nosom, nisko postavljenim ušima, visokim čelom, kratkim srednjim masivom lica, depresijom premaksilarnih regija i proptozom/egzoftalmusom. - ako se dete rodi živo, mogu biti prisutni i teška mentalna retardacija, sindaktilija šaka i stopala i ograničena pokretljivost zglobova. |
| Mercedes Benz tip                                                 | - varijanta je trisuturne sinostoze kod kojeg je prisutna fuzija zadnjeg dela sagitalne i obe lambdoidne suture kod kojeg prominentni koštani greben nad okoštalim suturama, - podseća na amblem ove automobilske marke, - karakteriše je niska okcipitalna brazda, prednja turicefalija sa istaknutim čelom, sužen biparijetalni dijametar i umerena brahicefalija. |
| Z-obrazac tip                                                     | - ova kraniosinostoze je varijanta trisuturne sinostoze - karakteriše se prematurnom fuzijom ipsilateralne koronalne, sagitalne i kontralateralne lambdoidne suture usled koje lobanja dobija bizaran oblik koji podseća na latinično slovo Z, - kliničke karakteristike bolesti: intrakranijalne hipertenzije i hernijaciji cerebelarnih tonzila. |

## Klinička slika
Klinička slika multisuturnih sinostoza za razliku od unisuturnih formi može biti vrlo varijabilna (oblik glave može biti i normalan) u zavisnosti od toga koje su suture pretrpele fuziju. 
Kod postepene i vremenski usklađene (harmonične) multisuturne sinostoze glava je normalnog oblika i tada je redukciju rasta lobanje je moguće dokazati samo praćenjem okcipitofrontalne cirkumferencije koja je u donjim percentilima i zaostaje u odnosu na inicijalnu vrednost i dužinu tela.

## Dijagnoza
Primenom 3D-CT kod dece sa multisuturnom sinostozom može se postaviti tačna dijagnoaza i precizno verifikuje fuziju kranijalnih sutura. Iako je kod velike većine bolesnika sa kraniosinostozom moguće postaviti dijagnozu i bez kompjuterizovane tomografije, ova metoda ipak ima veliki značaj u pojedinim slučajevima kada razrešava dijagnostičke dileme, omogućava uočavanje intrakranijalnih anomalija koje su praćene pojavom intrakranijalne hipertenzije sa pojavom digitalnih impresija i luckenschadel
promena (kraniolakunija), i konačno, 3D-CT softverska rekonstrukcija omogućava detaljno preoperativno planiranje hirurškog postupka i podrobnu evaluaciju postoperativnih rezultata.
Luckenschadel promene nisu u vezi sa intrakranijalnom hipertenzijom, već označavaju poremećaj osifikacije kalvarije koje se sreću najčešće kod Chiari tip 2 malformacije.
U više od 90% slučajeva sindromskih kraniosinostoza prisutni su radiografski znaci povišenog intrakranijalnog pritiska (copper beaten skull, thumb-printing),  dok je progresivni hidrocefalus veoma čest pratilac bolesti.

## Diferencijalna dijagnoza
Diferencijalna-dijagnostika uglavnom uključuje:
- razlikovanje nesindromskih od sindromskih multisuturnih sinostoza,
- precizno utvrđivanje koje su suture zatvorene.

## Terapija
Za razliku od unisuturnih sinostoza, kod kojih je samo u 2% slučajeva neophodna reoperacija i sekundarna hirurška korekcija, kod multisuturnih sinostoza u 24-45% slučajeva je potrebno više od jedne hirurške intervencije kako bi se postigla adekvatna korekcija deformiteta.
Morfološki ishod samo jedne hirurške korekcije u ovoj grupi pacijenata često je nezadovoljavajući, a ponekad ne uspeva ni da razreši intrakranijalnu hipertenziju.
Potreba za sekundarnom hirurškom procedurom je neophodna s obzirom da kod kompleksnih sinostoza često postoji istovremeni deformitet i prednjeg i zadnjeg segmenta kalvarije, što nameće potrebu za izvođenjem dvoetapne hirurške korekcije.

## Spoljašnje veze
|  | Molimo Vas, obratite pažnju na važno upozorenje u vezi sa temama iz oblasti medicine (zdravlja). |